# Sant Sadurní de Sovelles
Sant Sadurní de Sovelles es una entidad de población española del municipio de Les Llosses, perteneciente a la provincia de Gerona, en la comunidad autónoma de Cataluña.

## Toponimia
El lugar puede aparecer referido como «Sant Sadurní de Sovelles», «San Saturnino de Sobellas» y «San Saturnino de Sovellas».

## Historia
El lugar tuvo ayuntamiento propio. El municipio de Sant Sadurní de Sovelles desapareció de cara al censo de 1857, al incorporarse al de Les Llosses. Hacia mediados del siglo XIX, el lugar tenía contabilizada una población de 137 habitantes. Aparece descrito en el decimocuarto volumen del Diccionario geográfico-estadístico-histórico de España y sus posesiones de Ultramar de Pascual Madoz con las siguientes palabras:

SOVELLAS (San Saturnino de): l. en la prov. de Gerona (13 leg.), part. jud. de Ribas (7), aud. terr., c. g. de Barcelona (13), dióc. de Vich (4), ayunt. de Llosas (1/2): sit. en una elevada sierra en los confines de esta prov. y la de Barcelona, con buena ventilacion, y clima templado y sano; las enfermedades son catarros y reumas. Tiene 50 casas, una igl. parr. (San Saturnino) servida por un cura de primer ascenso, y el cementerio contiguo á ella. El térm. confina N. Vallespirans; E. el r. Ter; S. Besora y Sora, y O. Viñolas y Llosas. El terreno es de secano; la parte montuosa contiene arbolado de robles, encinas y arbustos; le cruza y fertiliza el mencionado r. Hay varios caminos locales de herradura, la carretera de Barcelona á Puigcerdá y otra que conduce á Ripoll, de cuyo punto se recibe el correo los lunes, miércoles y sábados. prod.: trigo, maiz, legumbres y patatas; cria ganado lanar, vacuno, cabrío y de cerda, y caza de liebres, conejos y perdices. pobl.: 28 vec., 137 almas. cap. prod.: 1.903,600 rs. imp.: 47,590.
(Madoz, 1849, p. 526)

En 2023, la entidad singular de población tenía empadronados diecisiete habitantes.